# 第二次トゥルグ・フルモス攻防戦
第二次トゥルグ・フルモス攻防戦英語Second Battle of Târgu Frumosとは第二次世界大戦中、独ソ戦においてソビエト赤軍の攻撃である第一次ヤッシー＝キシナウ攻防戦の一部として1944年5月、ルーマニアのヤシ近郊でドイツ国防軍とソビエト赤軍の間で行われた戦いのことである。
戦いはソビエト赤軍最高司令部によるソビエト第2ウクライナ方面軍、第3ウクライナ方面軍らのルーマニア侵攻を調整する命令により生じたものであり、プルト川全域で橋頭堡を確立する第二の目的でヤシへ向けられた。

これまで戦いはソ連の歴史家によって簡単に記述されるのみであった。
このようにトゥルグ・フルモス作戦の間、第2ウクライナ方面軍は敵防衛線への深い侵入の完遂に失敗、プルト川、セレト川間の領域に到着した。5月6日、彼らはソビエト赤軍最高司令部の命令により、現在の戦線に沿って、防衛を行う体制へ移行した･･･いくつかの橋頭堡を確保するために行われた第3ウクライナ方面軍によるドニエストル橋頭堡からのくつかの試みは、結局、何も得ることはなかった。
戦いに参加したドイツ2個師団の片方の師団長であるハッソ・フォン・マントイフェルの記述とフリード・フォン・ゼンガー・ウント・エッターリン（Frido von Senger und Etterlin ）によれば、ドイツ軍はウクライナ北部の大規模攻撃の先駆けとなっている第2ウクライナ方面軍による攻撃を打ち破った。トゥルグ・フルモスの戦いはアメリカ陸軍や他の軍によって将校の戦術教育の事例研究として扱われ、機動防衛手段としてどのように装甲兵器で武装した先鋒を撃破するかの教材とされている。しかし、彼らの記述の中にはルーマニア軍を含んだことにおける失敗に関連して、ドイツ将校2名からの記述にということで内容に対する疑問が存在している。

## 序章
1944年4月、ヤシ地域での活動を含むソビエト赤軍による一連の攻撃はベラルーシで計画されていた大規模な攻撃計画の時間、場所に関してドイツ陸軍総司令部を欺瞞することを目的としていた。ドイツ・ルーマニア軍は4月の間、局所的な限られた目標にたいする攻撃に対し、うまく防衛を行っていた。トゥルグ・フルモスを目指す攻撃は、ドイツ軍OKHを欺き、東部戦線におけるベラルーシ人居住地域へ枢軸軍の移動を阻止する間にルーマニアにおける枢軸軍の防衛力を試すという目標を達成するためのソビエト赤軍による初期の試みであった。
『メーデーの日（5月1日）、ソビエト赤軍による新たな攻撃を開始することに遭遇すると考えられた。しかし、攻撃は強烈で絶え間ない3昼夜の戦闘を前触れに、5月2日再開された。夜明け頃、1時間の猛烈な集中砲火の後、ソビエト2個軍は攻撃を開始した。』

## 戦い
トゥルグ・フルモスの戦いはドイツ国防軍第LVII装甲軍団（グロースドイッチュラント師団と第24装甲師団らが所属していた）の装甲部隊が北から攻撃を行うソビエト第2戦車軍の第16戦車軍団と数日間に渡り一連の小さな戦闘であった。ある部隊の戦闘中の経験は以下のように記述されている。
『第3SS装甲師団の右側を進撃していたグロースドイッチュラント装甲擲弾兵連隊（第1大隊）と同盟国ルーマニア軍は有刺鉄線と対戦車地雷が散乱していた戦線を占領した。ソビエト赤軍は戦車、歩兵を混合した部隊によって激しい波のように進撃した。ドイツ軍より迅速に行動することが予測され、ドイツ軍はソビエト赤軍に圧倒された･･･（第1中隊は）最後の一兵まで一掃された。一方、臨時大隊長は･･･彼の大隊の残存戦力でソビエト赤軍を阻止、かつ撃退が試みられた。（第2中隊の）左側にはルーマニア軍は、ニシンのような塹壕の中ですくみあがっており、中隊長も同様な状態であった･･･後に詳細に語られる。確かに、ルーマニア軍は敵と非公式の停戦を行ったかのようであった。その夜、ドイツ軍は敵後方地域へ空襲を行うことに成功したが、結果は伴わなかった。翌朝、ソビエト赤軍は白燐弾を用いた爆撃を行った後、攻撃を再開した。（第3小隊を）殲滅すべく戦車・突撃砲100両以上が進撃していた。ルーマニア軍砲兵は射撃を行わず、（第2中隊の第3小隊は）（突撃砲）3両と（グロースドイッチュラント装甲砲兵連隊第10中隊の）15cm ネーベルヴェルファーのロケットランチャー4門の支援だけが期待できた･･･（第2中隊は）ネーベルヴェルファーが『ハリネズミ（ヘッジホッグ）』防衛を行っている位置へ急いで撤退した･･･そして少数の･･･将兵はそれから後方の鉄道築堤で一時的な安全を得ることができた。大隊は散り散りになり（第1大隊隊長は第2中隊隊長へ）SPW（Schuetzenpanzerwagen、装甲兵員輸送車）を送り、ルーマニア軍が撤退したことにより、左側の大きく開いで弱点と化した箇所のカバーを行わせた。敵はいかなる浸透も行わなかったが、これまでの2日間の緊張状態は装甲擲弾兵たちを消耗させていた。突然･･･4両のT-34がSPWの集団の中へ侵入したとき、まるで魔法のように第3SS装甲師団『トーテンコプフ』の戦車、突撃砲が現れた。1両のT-34が主砲の照準を合わせる前に、全ての砲撃の直撃を受けた。その直後、ハンス＝ウルリッヒ・ルーデルのJu87ストゥーカに伴われたSPW4両が付随したトーテンコプフの装甲連隊は反撃を行った。装甲擲弾兵たちは以前の48時間彼らが耐えたもののために激しい復讐行った･･･再編成、修理を受けるために戦線から引き上げられる前に』
ソビエト赤軍の最初の成功にもかかわらず、ドイツ軍による一連の反撃はなんとかソビエト赤軍の阻止に成功した。この戦いにより、ソビエト赤軍は戦車戦力をルーマニアへの継続攻撃が不可能な地点まで引き下げることとなった。3日間の戦いにおいてドイツ国防軍第LVII装甲軍団（グロースドイッチュラント師団、第24装甲師団と第L軍団がソビエト赤軍を打ち破り戦車350両以上を破壊、その内、100両以上は第24装甲師団が破壊したとされている。この戦いにおいてグロースドイッチュラント師団長、ハッソ・フォン・マントイフェルは初めてスターリン重戦車に遭遇しており、『私が初めてスターリン重戦車に遭遇したのはトゥルグ・フルモスであった。配下のティーガーが3,000mの距離で砲撃を開始したが、砲弾ははじかれ、我々との距離が半分になるまで撃破できなかったことに衝撃を受けた。しかし、私は地形の有利さを利用した上で戦術と機動性においてロシア人たちの優勢さに対処することができた。』と述べている。さらにマントイフェルはスターリン重戦車にはいくつかの『不利な点』存在するとしており、『十分な戦術が存在せず、また、私の考えではあるが、戦車の乗員たちは戦車について十分な知識を持っていない』としている。

## 歴史書
ソ連の情報ではこれらの戦いについて言及していない。歴史家David Glantzは師団史において1944年4月、5月に行われたこの作戦に関して言及しているものをルーマニアにおいて発見した。彼が発見した主な情報はソビエト第2戦車軍史についてであり、そこで戦いに対する直接、言及したものであった。そこには1944年3月遅く、第2戦車軍が第27軍の担当地域に移動したと以下のとおり述べている。
『FocuriとPodul-Iloaeiの方面へ攻撃を行うこと。その後、ヤシの市街へ向かって一撃を加え、それを確保すること』
戦車軍による後続攻撃作戦に関する話においては、第27軍所属の第35軍団と共に攻撃したとされているが、この攻撃も第3戦車軍がトゥルグ・フルモスに到着はしたが、ドイツ軍の反撃により撃退されたとしている。ドイツ軍の将校により第16戦車軍団と特定された部隊は、この情報では言及されていない。
ソビエト赤軍の攻撃が全方位に及んだというドイツの主張にもかかわらず、たとえ、ソビエト赤軍がルーマニアへ侵入するに当たり最終的に強力な位置への進撃に成功したとしても、トゥルグ・フルモスの戦いは1944年の間に東部戦線において行われた作戦活動の中では比較的小規模なものであったと現在、考えられている。

## その後
トゥルグ・フルモスの戦いの後、戦線が安定したが、1944年8月下旬にソビエト赤軍が成功させたヤッシー＝キシナウ攻勢を開始したのはこのとき確保した箇所からであった。
政治レベル上では、この戦いはルーマニア軍における反ドイツ派の活動を早める事となり、ルーマニアの共産主義者Lucreţiu Pătrăşcanuのお膳立てによりルーマニアにおける伝統的政党とルーマニア共産党の間の交渉が行われた。

## 関連部隊

### ソビエト赤軍
- 第2ウクライナ方面軍
  - 主力突撃集団（トゥルグ・フルモス方面）
  - 第27軍
    - 第35親衛狙撃兵軍団
      - 第3親衛空挺師団
      - 第93親衛狙撃兵師団
      - 第202狙撃兵師団
      - 第206狙撃兵師団

    - 第33狙撃兵軍団
      - 第78狙撃兵師団
      - 第180狙撃兵師団
      - 第337狙撃兵師団

  - 第40軍
    - 第50狙撃兵軍団
      - 第4親衛狙撃兵師団
      - 第133狙撃兵師団
      - 第163狙撃兵師団

    - 第51狙撃兵軍団
      - 第42親衛狙撃兵師団
      - 第74狙撃兵師団
      - 第232狙撃兵師団

    - 第104狙撃兵軍団
      - 第38狙撃兵師団
      - 第240狙撃兵師団

  - 第2戦車軍
    - 第3戦車軍団（戦車50両）
      - 第50戦車旅団
      - 第51戦車旅団
      - 第103戦車旅団
      - 第57自動車化狙撃兵旅団

    - 第16戦車軍団（戦車55両）
      - 第107戦車旅団
      - 第109戦車旅団
      - 第164戦車旅団
      - 第154自動車化狙撃兵旅団

    - 第11親衛戦車旅団（戦車16両）
    - 第8親衛独立戦車連隊
    - 第13親衛独立戦車連隊

  - 北方面突撃集団（ヤッシー北部担当、第2作戦）
  - 第52軍
    - 第78狙撃兵軍団
      - 第252狙撃兵師団
      - 第303狙撃兵師団
      - 第373狙撃兵師団

    - 第73狙撃兵軍団
      - 第31狙撃兵師団
      - 第254狙撃兵師団
      - 第294狙撃兵師団

    - 第116狙撃兵師団（第52軍予備）

  - 第 6戦車軍
    - 第5機械化軍団（戦車20から30両）
    - 第5親衛戦車軍団

### ドイツ軍
- 南ウクライナ方面軍
  - 第8軍
    - 第LVII装甲軍団
      - グロースドイッチュラント師団
      - 第23装甲師団
      - 第3SS装甲師団の戦闘団

    - 第IV軍団（ミート（Mieth)集団）
      - 第46歩兵師団
      - 第24装甲師団（第8軍予備）

### ルーマニア軍
- 第4ルーマニア軍
  - 第Iルーマニア軍団
    - 第8歩兵師団
    - 第6歩兵師団

  - 第 IVルーマニア軍団
    - 第7歩兵師団
    - 第1近衛装甲師団（師団長ラドゥ・コルーネ）
    - 第18山岳師団
    - 第3歩兵師団[14]
- 第1航空軍団
  - 第5爆撃軍団
  - 第8突撃団（Hs 129地上攻撃機使用）
  - 第9戦闘団

### 補助的文献
- Axworthy, Mark  review of "Red Storm Over the Balkans: The Failed Soviet Invasion of Romania, Spring 1944", by David M. Glantz, Journal of Military History, October 2007, vol. 71 I(4), 1282-1283.
- Glantz, David M.,Soviet Military Deception in the Second World War, Frank Cass, London, (1989) ISBN 0-7146-3347-X
- Glantz, David M., House, Jonathan When Titans Clashed (1995)
- David M. Glantz. Red Storm over the Balkans: The Failed Soviet Invasion of Romania, Spring 1944 (Modern War Studies). Lawrence: University Press of Kansas. ISBN 0-7006-1465-6
- Lucas, James Germany's Elite Panzer Force: Grossdeutschland (MacDonald And Jane's Publishers, Ltd., London, 1978 ISBN 0-354-01165-0)
- Spaeter, Helmuth History of the Panzerkorps Grossdeutschland Volume 2 (J.J. Fedorowicz Publishing, Winnipeg, MB, 1995 ISBN 0-92199-127-4) English translation by David Johnston.
- Ziemke, E.F. ‘Stalingrad to Berlin'

### 主文献
- Truppendienst Taschenbuch Band 16, Published by Arbeitsgemeinschaft Truppendienst Vienna 1971
- From the Dnepr to the Vistula: Soviet Offensive Operations - November 1943 - August 1944. 1985 Art of War symposium, , A transcript of Proceedings, COL. D.M Glantz ed., Center for Land Warfare, US Army War College, 29-3 May 1985

### ネット
- Axis History Forum Let's Build Targul Frumos Discussion
- Aberjona Press Excerpt from Slaughterhouse covering Târgul Frumos
- Narod.ru articles on history of Red Army 89th Guards Rifle and 180th Rifle Divisions
- worldwar2.ro article on Romanian 8th Assault Group